# Theodore G. Soderberg
Theodore Soderberg (geboren als Theodore George Soderberg, auch bekannt als Ted Soderberg; * 8. Januar 1923 in Los Angeles, Kalifornien; † 15. November 2012) war ein US-amerikanischer Tontechniker.

## Leben
Theodore Soderberg wurde 1923 in Los Angeles, Kalifornien geboren. Von 1970 bis 1986 war er bei rund 80 Filmen für den Ton verantwortlich, darunter bekannte Werke wie Fluchtpunkt San Francisco, Brennpunkt Brooklyn, Die Höllenfahrt der Poseidon und Norma Rae. Er wurde insgesamt fünfmal für den Oscar und zweimal für den BAFTA nominiert.
Theodore Soderberg starb im Alter von 89 Jahren am 15. November 2012.

## Filmografie (Auswahl)
- 1970: Patton – Rebell in Uniform (Patton)
- 1971: Fluchtpunkt San Francisco (Vanishing Point)
- 1971: Flucht vom Planet der Affen (Escape from the Planet of the Apes)
- 1971: Brennpunkt Brooklyn (The French Connection)
- 1972: Vier schräge Vögel (The Hot Rock)
- 1972: Die Höllenfahrt der Poseidon (The Poseidon Adventure)
- 1973: Kid Blue
- 1974: Harry und Tonto
- 1974: Flammendes Inferno (The Towering Inferno)
- 1974: Abschied von einer Insel (Conrack)
- 1975: French Connection II
- 1976: Mein Name ist Gator (Gator)
- 1976: Inspektor Clouseau, der „beste“ Mann bei Interpol (The Pink Panther Strikes Again)
- 1977: Am Wendepunkt (The Turning Point)
- 1978: Driver (The Driver)
- 1978: Eine Farm in Montana (Comes a Horseman)
- 1979: Norma Rae – Eine Frau steht ihren Mann (Norma Rae)
- 1979: The Rose
- 1980: Brubaker
- 1980: Warum eigentlich … bringen wir den Chef nicht um? (Nine to Five)
- 1981: The Bronx (Fort Apache – The Bronx)
- 1981: Der Augenzeuge (Eyewitness)
- 1983: Ein Richter sieht rot (The Star Chamber)
- 1984: Die Rache der Eierköpfe (Revenge of the Nerds)
- 1985: Cocoon

## Auszeichnungen und Nominierungen (Auswahl)
Academy Awards/Oscars
- 1972: Nominierung in der Kategorie Bester Ton für Brennpunkt Brooklyn
- 1973: Nominierung in der Kategorie Bester Ton für Die Höllenfahrt der Poseidon
- 1975: Nominierung in der Kategorie Bester Ton für Flammendes Inferno
- 1978: Nominierung in der Kategorie Bester Ton für Am Wendepunkt
- 1980: Nominierung in der Kategorie Bester Ton für The Rose

BAFTA Film Awards
- 1973: Nominierung in der Kategorie Bester Ton für Brennpunkt Brooklyn
- 1981: Nominierung in der Kategorie Bester Ton für The Rose